# 尤里·列维坦
尤里·鲍里索维奇·列维坦（羅馬化：Yury Borisovich Levitan；1914年10月2日—1983年8月4日），苏联著名播音员、人民艺术家，犹太人，因其在苏德战争期间的战时广播及其著名的开场白“注意，莫斯科在广播”（俄语：Внимание, говорит Москва!）而著名。

## 生平

### 早年经历
列维坦1914年出生于距离莫斯科以东120英里的弗拉基米尔市，是一个裁缝的儿子。小时候的列维坦因拥有一副好嗓子而得到了“喇叭”的绰号。在列维坦上九年级时，从小就想摆脱卑微出身的他来到了首都莫斯科，原本打算成为一名演员，却因浓重的地方口音未能被戏剧学院录取。之后列维坦于1931年加入了全苏广播电台，并开始苦练发音。1934年1月，他开始了第一次播音，当天他主持的晚间读报节目恰巧被时任苏联最高领导人约瑟夫·斯大林听到，斯大林非常欣赏他的嗓音，决定任命其为第二天共产党代表大会报告的宣读者，时年19岁的列维坦就此踏上了星途，成为苏联首席播音员。

### 苏德战争期间
1941年6月22日，德军发动“巴巴罗萨行动”，入侵苏联。起初莫斯科方面认为“这只不过是挑衅”，但苏联广播委员会还是将列维坦召回电台，以备不测。之后，德军入侵的消息得到证实，当天中午12点，列维坦向苏联全国播报了苏联政府声明：
|                                         | 请注意，莫斯科在广播！莫斯科在广播！现在播报苏联政府声明。 全体苏联公民！ 今天，6月22日凌晨4时，德国军队不宣而战，对我国多地发动了进攻…… |
| ——1941年6月22日，列维坦宣读苏联政府声明 | |

苏德战争期间，列维坦负责播送苏军战报、最高统帅部命令和其他重要新闻。其播音音色优美、富有激情和表现力，对于鼓舞人民斗志和宣传国家号令起了重要作用。希特勒称其为“头号公敌”，并悬赏25万德国马克捉拿列维坦。1941年冬，德军兵临莫斯科近郊时，拟定的十三人黑名单中，第一名是斯大林，第二名便是列维坦。也正因此，列维坦得到了严密的安全保护，并随着电台先后转移到斯维尔德洛夫斯克（今葉卡捷琳堡）和古比雪夫（今薩馬拉），但对外仍宣称在莫斯科进行广播。
苏联作家康斯坦丁·西蒙诺夫曾这样写道：“卫国战争期间，无论在硝烟弥漫的战壕，还是在沦陷区，一到播出战事新闻的时候，人们总能听到列维坦深厚、沉稳的男中音。在失利的时候，他给人们以希望；在胜利的时候，他给人们以欢乐”。苏联元帅罗科索夫斯基则称，列维坦的声音就值一个整编师。甚至连意大利法西斯首领墨索里尼都承认：“苏联虽然只有一张报纸，一个广播电台，但这并不妨碍它打胜仗。”
1945年5月9日，德国投降，列维坦被召至克里姆林宫，领取最高统帅关于战胜德国法西斯的诏令文书，并被要求在35分钟之后宣读此文。从克里姆林宫到电台播音室需要穿过红场，但红场上人山人海。据列维坦回忆，当时他冲着人群高喊：“同志们，让我们过去，我们有急事！”但人们却回答到：“还能有什么事！列维坦马上就要宣读胜利诏令了，和大家一样站在这里听吧！”情急之下，他回到克里姆林宫，在克里姆林宫的播音室宣布了德国战败投降的消息。
苏德战争期间，列维坦共宣读了2000封苏联新闻社的通告。由于当时并未进行记录，因此，在20世纪50年代，列维坦应邀重新录制了当时的部分公告，并用磁带记录下来作为史料保存。

### 战后

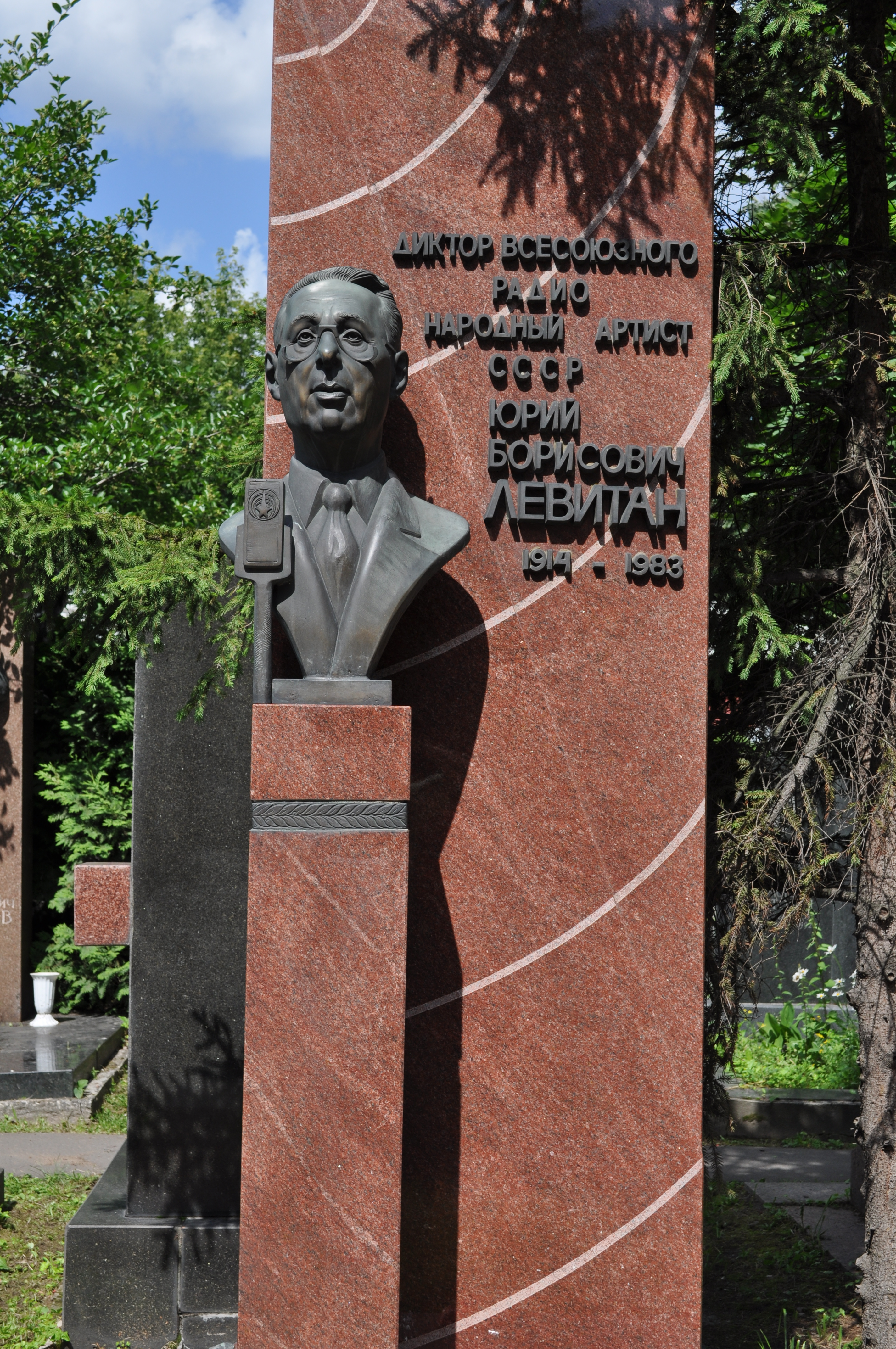
列维坦之墓。

战后，列维坦仍然担任重大事件的播音工作，例如斯大林逝世及人类第一次载人航天，同时也为一些纪录片配音。此外，1978年至1983年，列维坦还负责胜利日当天苏联中央电视台为纪念卫国战争播出的特别节目《默哀一分钟》的播音工作。1980年，列维坦获得了“苏联人民艺术家”的称号。晚年的列维坦在被问及一生中印象最深刻的事件时，他不假思索地回答是宣布尤里·加加林进入太空的那一时刻，“就像是（1945年）5月9日，我宣读纳粹德国投降书时一样激动”。
列维坦生前长期受到心脏病的困扰。1983年8月4日，在普罗霍罗夫卡举行的库尔斯克战役40周年纪念活动期间，列维坦因心脏病突发逝世，终年68岁。而在去普罗霍罗夫卡之前，列维坦曾对他的朋友们提到感觉心脏很痛，但他不顾朋友们的劝阻坚持前往，并说：“人们都在等我，我不能让大家失望！”列维坦去世后，被安葬在新圣女公墓。
为表纪念，现今俄罗斯每次在红场举行阅兵时，都会有播音员模仿列维坦的声音，宣读出“请注意，莫斯科在广播”这一名句，同时标志着阅兵的开始。